# Afgeleid werk
Een afgeleid werk is een werk dat creatieve elementen bevat die afkomstig zijn uit een of meer andere werken. Bij kwesties rond auteursrechten kan de vraag of iets een afgeleid werk is een rol spelen. Hoe creatief de elementen moeten zijn om auteursrechtelijk gekenmerkt te worden als afgeleid werk is afhankelijk van de wetgeving. 
Elementen waarop auteursrechten rusten mogen niet zonder toestemming worden overgenomen. Op het afgeleide werk kunnen weer nieuwe auteursrechten rusten, indien er voldoende creativiteit is toegevoegd. 

## Voorbeeld
Camille Saint-Saëns voltooide bijvoorbeeld zijn Orgelsymfonie in 1886 en ontleende een thema in de finale aan de melodie van het Dies Irae uit de Gregoriaanse muziek. Het lied If I Had Words uit 1977 van Scott Fitzgerald en Yvonne Keeley is daar een afgeleid werk van. De versie van Westlife en de Vard Sisters uit 1999 is een afgeleid werk van beide.

## Afgeleid werk in het Nederlands recht
In de Nederlandse auteurswet worden afgeleide werken gedefinieerd als: 
"Verveelvoudigingen in gewijzigde vorm van een werk van letterkunde, wetenschap of kunst, zoals vertalingen, muziekschikkingen, verfilmingen en andere bewerkingen, zomede verzamelingen van verschillende werken, worden, onverminderd het auteursrecht op het oorspronkelijke werk, als zelfstandige werken beschermd."

## Afgeleid werk in het rechtssysteem van de Verenigde Staten van Amerika
In de Amerikaanse auteurswetgeving wordt een derivative work aldus gedefinieerd:
Een "afgeleid werk" is een werk dat gebaseerd is op een of meer reeds bestaande werken, zoals een vertaling, een arrangement, een toneelbewerking, een literaire bewerking, een verfilming, een geluidsopname, een kunstreproductie, een inkorting, een samenvatting of enige andere vorm waarin een werk omgezet, gewijzigd of bewerkt kan worden. Een werk bestaand uit redactionele revisies, annotaties, uitweidingen of andere wijzigingen die tezamen een oorspronkelijk werk vertegenwoordigen, is een "afgeleid werk".